# Textielindustrie in Enschede

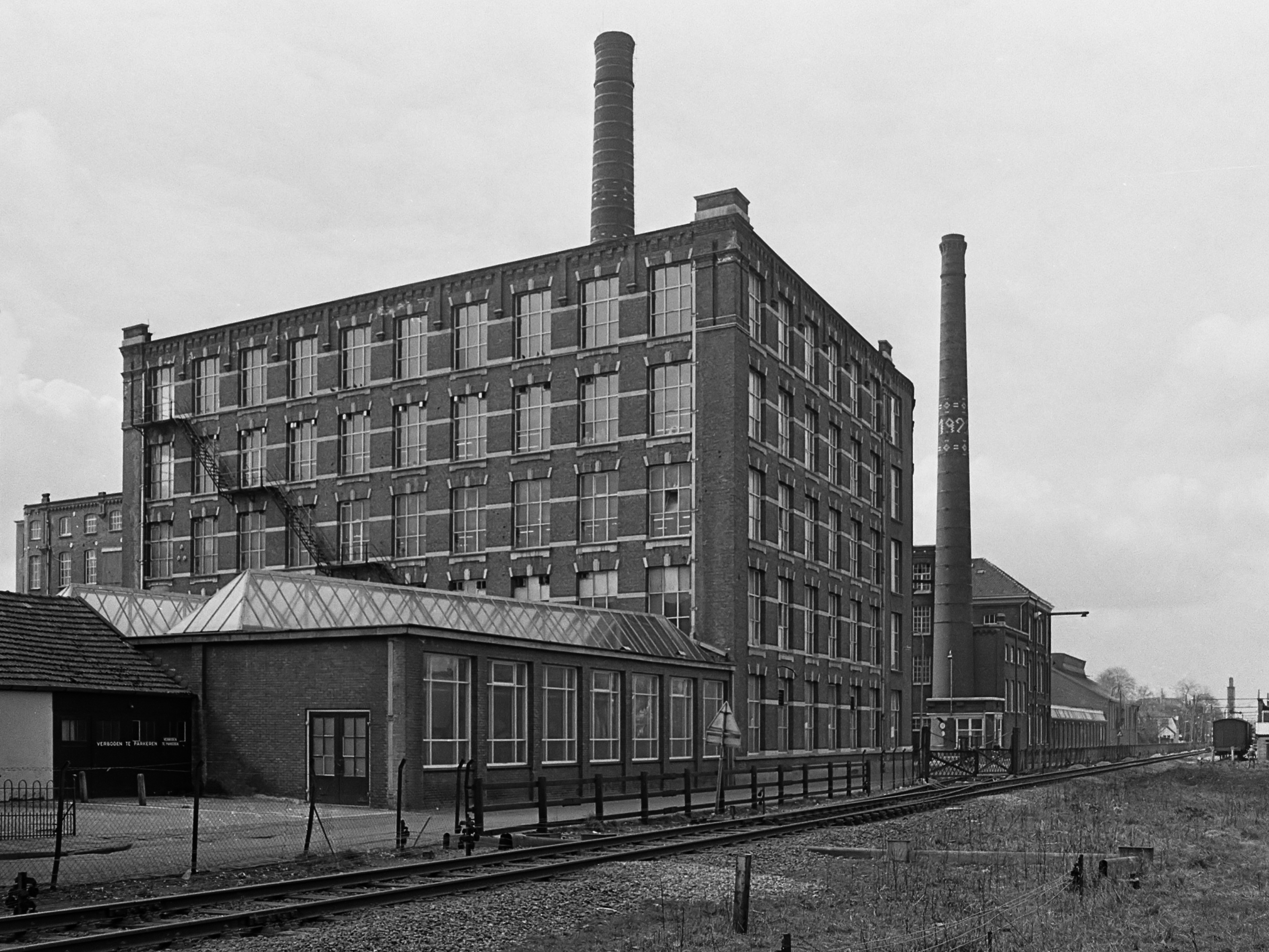
Van Heek (1967)

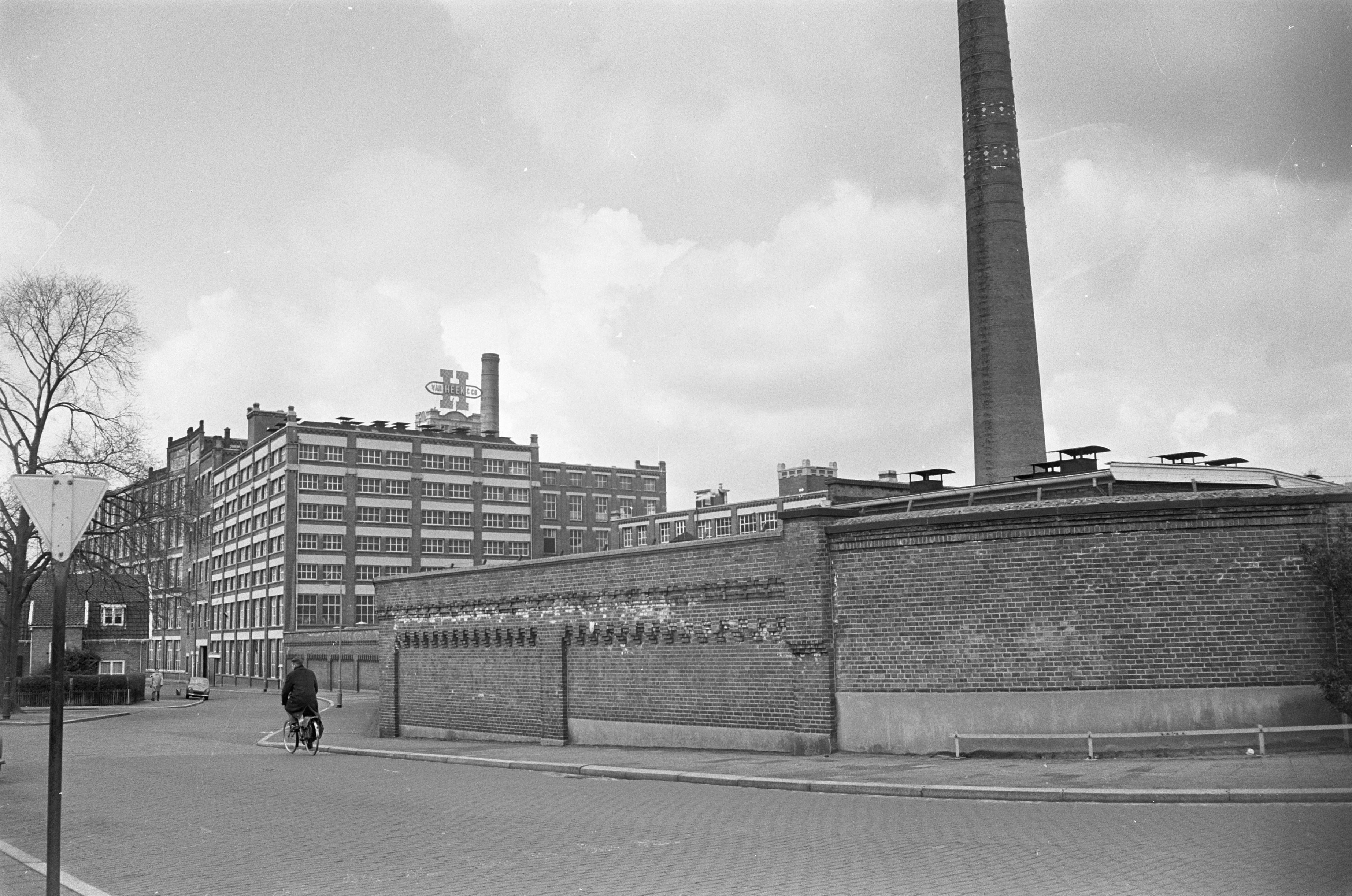
Van Heek (1967)

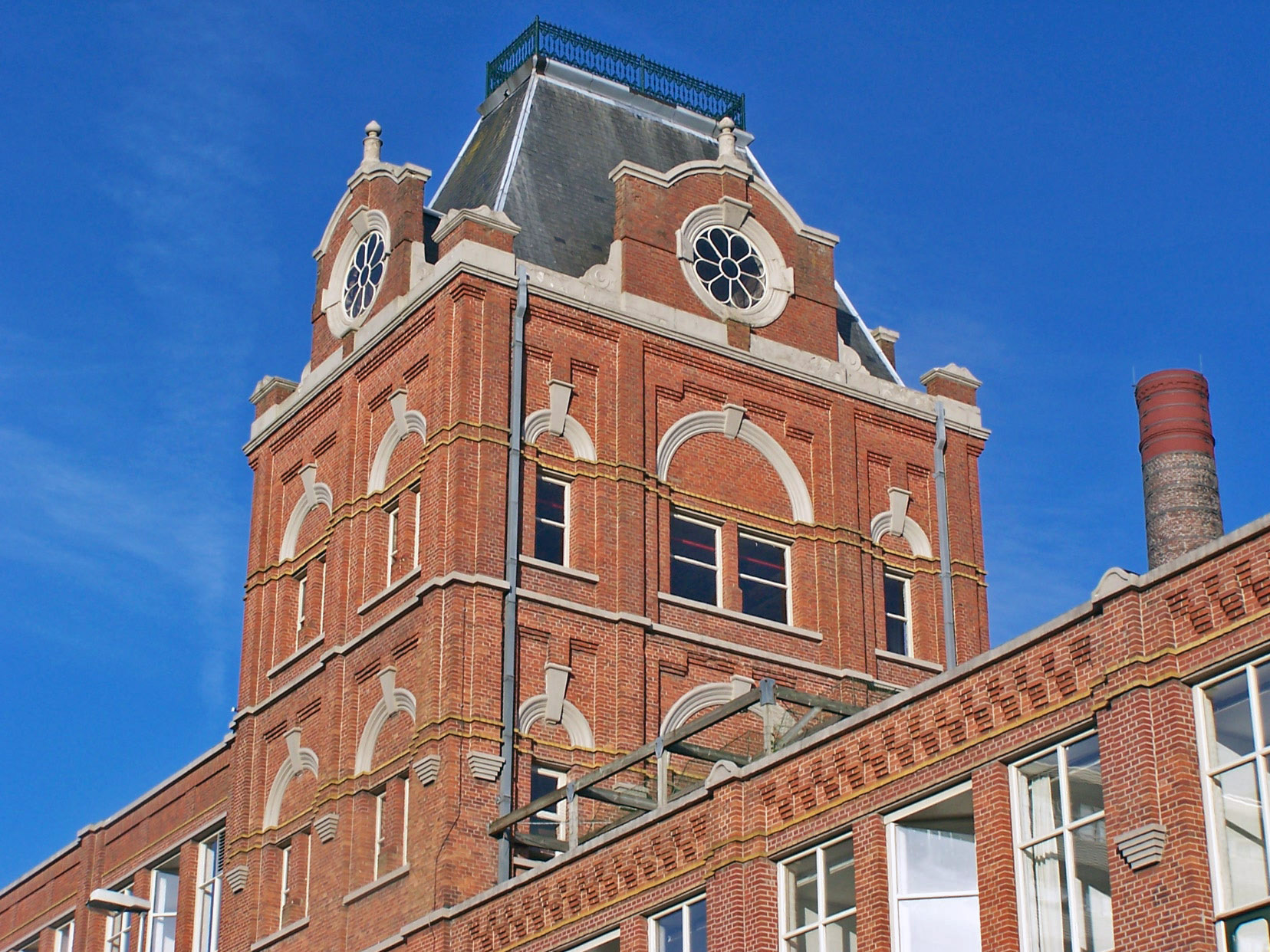
Watertoren van Fabriekscomplex Jannink, omgebouwd tot appartement

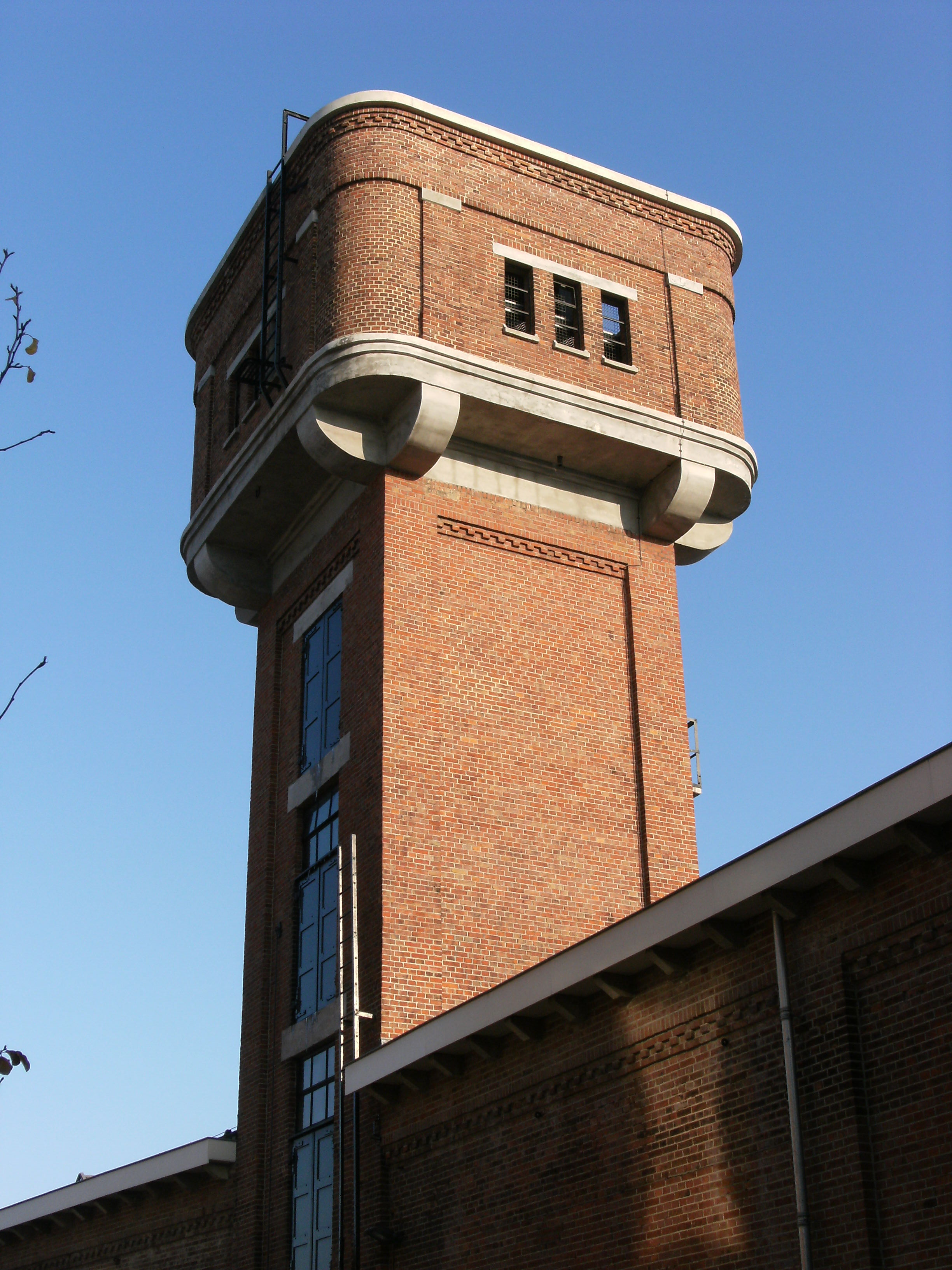
Rozendaal, tegenwoordig De Museumfabriek

Op het hoogtepunt was de Nederlandse stad Enschede een van de belangrijkste textielsteden van de wereld. Er werkten destijds ruim 50.000 mensen direct in de textielindustrie.

## Het begin
Na de onafhankelijkheid van België in 1830 werd de textielindustrie in Twente sterk gestimuleerd door het Rijk. De derde stadsbrand van 1862 (de eerste was in 1517, de tweede in 1750), waarbij nagenoeg de hele stad werd verwoest, zorgde ervoor dat deze ontwikkeling in een stroomversnelling terechtkwam.

## De groei
Enschede groeide uit tot het belangrijkste centrum van textielproductie in Nederland. De bevolking van de textielstad vervijfvoudigde tussen 1870 en 1900. Textielfamilies als Van Heek, Ter Kuile, Jannink, Blijdenstein, Tattersall & Holdsworth, Stroink en Menko vormden een machtige oligarchie die een duidelijk stempel drukte op de stedelijke samenleving. De textiel heeft veel sporen nagelaten, onder andere in de vorm van voor die tijd zeer moderne woonwijken. Een belangrijk voorbeeld daarvan is de Krim (1861), de eerste wijk gebouwd voor arbeiders die omstreeks 1900 werd verwaarloosd en vervolgens rond 1935 werd afgebroken. Ook het tuindorp Pathmos (1924) en de wijk de Laares (1930) en een aantal stadsparken zijn voorbeelden van stedelijke ontwikkelingen die door, of op initiatief van textielfabrikanten tot stand zijn gekomen.
In 1891 gaf de sociaal bewogen priester en parochievicaris Alfons Ariëns in Enschede de aanzet tot de ontwikkeling van de katholieke arbeidersbeweging in Oost-Nederland.
De socialistische arbeidersbeweging was de motor achter een reeks arbeidsconflicten in de textielindustrie, gericht tegen – wat gezien werd – als sociale wantoestanden. De arbeidersbewegingen moesten het opnemen tegen de Enschedese Fabrikantenvereniging (ook werkzaam in overig Twente en in de Achterhoek).

## Het verval
In de jaren zestig van de 20e eeuw is de textielindustrie volledig teloorgegaan, ten koste van plusminus 30.000 arbeidsplaatsen. De meeste van de grote fabriekscomplexen zijn in de jaren zeventig en tachtig gesloopt, enkele zijn gerenoveerd en kregen een nieuwe bestemming. Zo werden in de voormalige fabrieken van Jannink en van Van Heek woningen gerealiseerd. Daarnaast werd een deel van het Jannink-complex tot museum omgebouwd. Enschede ontwikkelde zich hierna tot dienstenstad.

## Fabrieken
Door de gehele stad bevonden zich fabrieken. Initieel rond het centrum, maar later voornamelijk langs een van de spoorlijnen. Hieronder een overzicht (niet compleet):

### Van Heek & Co.
Van 1780 tot 1967. Eigendom van de familie van Heek. Gelegen tussen de spoorlijn naar Gronau en het centrum van de stad. Delen van het complex zijn bewaard gebleven en verbouwd tot appartementen. Rond 1910 een van de grootste industriële ondernemingen van Nederland. In 1958 kreeg het het predicaat 'Koninklijk'.

### Spinnerij Tubantia
Eigendom van de familie Ter Kuile en gelegen tussen de spoorlijn naar Hengelo en de wijk Tubantia.

### Rigtersbleek
Van 1897 tot 1959. Eigendom van de familie van Heek en vanaf 1935 een nv. Gelegen aan de spoorlijn Boekelo - Oldenzaal EO. Delen van de fabriek zijn tegenwoordig nog aanwezig en het omliggende bedrijventerrein, een voetbalvereniging en korfbalvereniging zijn naar de fabriek vernoemd.

### Schuttersveld
Van 1859 tot 1982. Eigendom van de familie van Heek en vanaf 1948 een nv. Gelegen aan de Tubantiasingel en vlak bij Station Enschede Noord. Tegenwoordig een meubelplein en een lange muur aan de Tubantiasingel is bewaard gebleven.

### Spinnerij Oosterveld
Van 1911 tot 1960/1970. Als onderdeel van Schuttersveld eigendom van de familie van Heek. Gelegen naast de fabriek Rigtersbleek. Grote delen van de gebouwen zijn behouden gebleven en doen nu dienst als bedrijfsverzamelgebouw.

### Blijdenstein & Co.
Van 1857 tot jaren '60. Eigendom van de familie Blijdenstein. Gelegen op verschillende locaties in de stad en in Lonneker.

### J.F. Scholten en Zonen
Van 1815 tot 1977. Eigendom van de familie Scholten tot 1936, daarna een nv. Gelegen aan de Haaksbergerstraat waar tegenwoordig het Medisch Spectrum Twente staat.

### Katoenspinnerij Bamshoeve
Van 1896 tot 1990. Eigendom van de familie Blijdenstein, vanaf jaren 30 een nv, 1962 onderdeel van de Koninklijke Nederlandse Textiel-Unie (KNTU) en daarna van Spinnerij Nederland. Meeste gebouwen in de jaren 90 gesloopt en de rest is verloren gegaan bij de Vuurwerkramp in 2000.

### Rozendaal
Van 1907 tot 1988. Eigendom van de familie Rozendaal. Gelegen aan de spoorlijn naar Oldenzaal in de wijk Roombeek. Tegenwoordig is De Museumfabriek in delen van het complex gevestigd.

### Twentsche Textiel Maatschappij (Tetem)
Van 1915 tot 1959. Eigendom van de familie Rozendaal. Gelegen in de wijk Roombeek aan de spoorlijn naar Oldenzaal. Gebouwen (Tetem1 en 2) zijn inmiddels getransformeerd tot AKI Kunstacademie/Hoge school voor de kunst, de kunstruimte Tetem, Tetem1 Loft & Penthouse (luxe wonen op hoog niveau / ontwerp Harry Abels ex IAA Architecten uit Enschede) en de Portiersloge die is aangekocht door een architectenbureau uit Hengelo.
Rond de zomervakantie 2022 start op de nu nog lege gebieden rondom de gebouwen 1 en 2, de bouw van Tetem3 en Tetem4 (Stroinksbleekweg hoek Hulsmaatstraat. Beide gebouwen worden hoge woon-appartementen.

### N.J. Menko
Van 1906 tot ?. Eigendom van de familie Menko, vanaf 1965 onderdeel van KNTU. Gelegen in de wijk Roombeek aan de spoorlijn naar Oldenzaal. Gebouwen deels bewaard gebleven en verbouwd tot appartementen.

### Spinnerij Roombeek
Van 1912 tot ?. Eigendom van de familie Menko vanaf 1965 onderdeel van de KNTU. Gelegen aan de spoorlijn naar Oldenzaal.

### Jannink
Van 1900 tot 1967. Eigendom van de familie Jannink. Gelegen aan de Haaksbergerstraat en de spoorlijn naar Ahaus. Schoorsteen en grote delen van de fabriek bewaard gebleven en verbouwd tot appartementen. Tot 2008 was ook museum Jannink in het complex gevestigd.

### Nico ter Kuile & Zn.
Van 1819 tot 1979. Eigendom van de familie Ter Kuile later van de Nederlandse Bontweverij. Gelegen op verschillende locaties aan de spoorlijn naar Gronau. Delen van de fabriek zijn bewaard gebleven en heeft jaren onderdak geboden aan de fabriek van Polaroid.

### Textielfabriek Holland
Van 1914 tot 1966. Eigendom van de familie Stroink en later onderdeel van de KNTU. Gelegen aan de Parkstraat.